# Laxenecera nigrociliata
Laxenecera nigrociliata là một loài ruồi trong họ Asilidae. Laxenecera nigrociliata được Hermann miêu tả năm 1919. Loài này phân bố ở vùng nhiệt đới châu Phi.